# Kromit
Kromit, (FeCr2O4), är ett dubbeloxidmineral som i rent tillstånd viktmässigt innehåller 46,46 % krom eller 68 % räknat som kromoxid och 24,95 % järn eller 32 % järnoxid räknat som FeO. Kromit förekommer dels insprängt i olika ultrabasiska bergarter, till exempel serpentinit och peridotit, dels i kornig form i kompakta massor och dels i vaskavlagringar. Sammansättningen kan dock variera eftersom järnet ersätts lätt av magnesium (magnesiumkromit MgCr2O4) samt att kromet  ersätts av aluminium (hercynit FeAl2O4).

## Egenskaper
Kromit har en kubisk kristallstruktur. Mer specifikt är det en spinell och lånar sitt namn till gruppen kromitspineller. Det är i varierande grad magnetiskt.
Kromit har gråsvart till brunsvart färg.

## Förekomst
Fyndigheter av kromit finns på många håll, bland annat i Sydafrika, Zimbabwe, Indien, Kuba, Kazakstan och Iran, samt i mindre mängder i Tyskland, Ungern, Frankrike, Norge och Sverige.
Kromitmalm har brutits vid Elijärvi utanför Kemi (Keminmaa) sedan 1960-talet. Där driver företaget Outokumpu (tidigare Avesta Polarit) en anläggning för tillverkning av rostfritt stål.
Malmens halt av kromoxid varierar mellan 40 och cirka 55 %. 

## Användning
Kromit är den viktigaste krommalmen och används för framställning av såväl krom som olika kromföreningar. Man får fram krom genom att reducera kromen med aluminium.
Kromitens båda komponenter, krom och järn, används båda vid tillverkning av rostfritt stål.
De sämre kvaliteterna kan användas till eldfasta deglar och för eldfast inredning av ugnar samt för tillverkning av högeldfast krommagnesittegel.